# Topazia (nome)
Topazia  è un nome proprio di persona italiano femminile.

## Varianti
- Maschili: Topazio[1]

### Varianti in altre lingue
- Catalano: Topàzia[2]
- Inglese: Topaz[3][4]
- Spagnolo: Topacia[2]

## Origine e diffusione

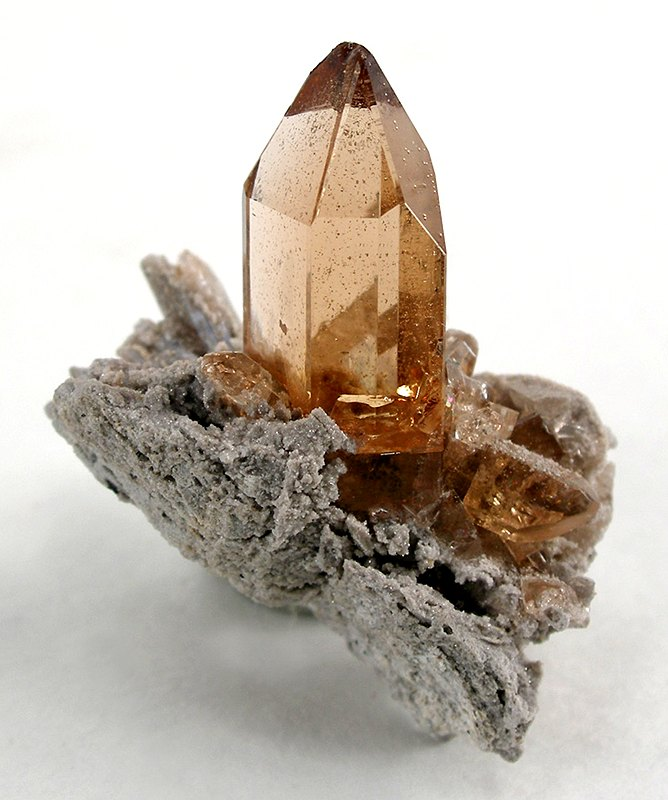
Un topazio

Nome di scarsa diffusione in Italia, riprende quello del topazio, e rientra quindi nell'ampia schiera di nomi affettivi ispirati alle pietre preziose, quali Perla, Gemma, Diamante, Rubina e vari altri. 
Etimologicamente il termine "topazio", dal greco antico τόπαζος (topazos), è di origine incerta: una spiegazione, tramandata già da Plinio, lo vorrebbe tratto dal nome di un'isola nel Mar Rosso o nel Mar Arabico dove la pietra sarebbe stata estratta; a sua volta l'isola avrebbe a sua volta preso il nome dal greco topazein, "cercare di trovare", perché difficile da localizzare. Questa potrebbe però essere una paretimologia, e la pietra potrebbe invece derivare il suo nome da una radice correlata al sanscrito तपस् (tapas, "calore", "fuoco").

## Onomastico
Non ci sono santi con questo nome, che quindi è adespota; l'onomastico si può festeggiare il 1º novembre, giorno di Ognissanti.

## Persone
- Topazia Alliata, pittrice, scrittrice e gallerista italiana

## Il nome nelle arti
- Topazio è la protagonista della omonima telenovela.
- Principessa Topazia, personaggio presente nel film Roba da ricchi.